# 텐초 마츠모토
텐초 마츠모토(일본어: 店長松本, 1973년 4월 13일 ~ )는 일본의 배우로, 교토부 출신했다.